# Дришкинс
Дри́шкинс (латыш. Driškins; Дри́шкина, латыш. Driškina ezers; Дри́шкю, латыш. Drišķu ezers) — эвтрофное озеро в Райскумской волости Паргауйского края Латвии. Относится к бассейну Гауи.
Располагается на высоте 60,5 м над уровнем моря в Аугстрозском всхолмлении Идумейской возвышенности на территории Гауйского национального парка. Площадь водной поверхности — 17,7 га. Наибольшая глубина — 5 м, средняя — 2,2 м. Дно илистое. Ранее озеро было бессточным. После мелиоративных работ в 1960-х годах уровень озера понизился примерно на полметра. Сейчас сток из Дришкинса идёт на запад по канаве через болото Гулбьюсалас в соседнее озеро Мелнэзерс. Площадь водосборного бассейна — 0,58 км².